# Baziège
Baziège is een gemeente in het Franse departement Haute-Garonne (regio Occitanie). De plaats maakt deel uit van het arrondissement Toulouse. Baziège telde op 1 januari 2022 3.590 inwoners.

## Geografie
De oppervlakte van Baziège bedroeg op 1 januari 2022 19,72 vierkante kilometer; de bevolkingsdichtheid was toen 182 inwoners per km².

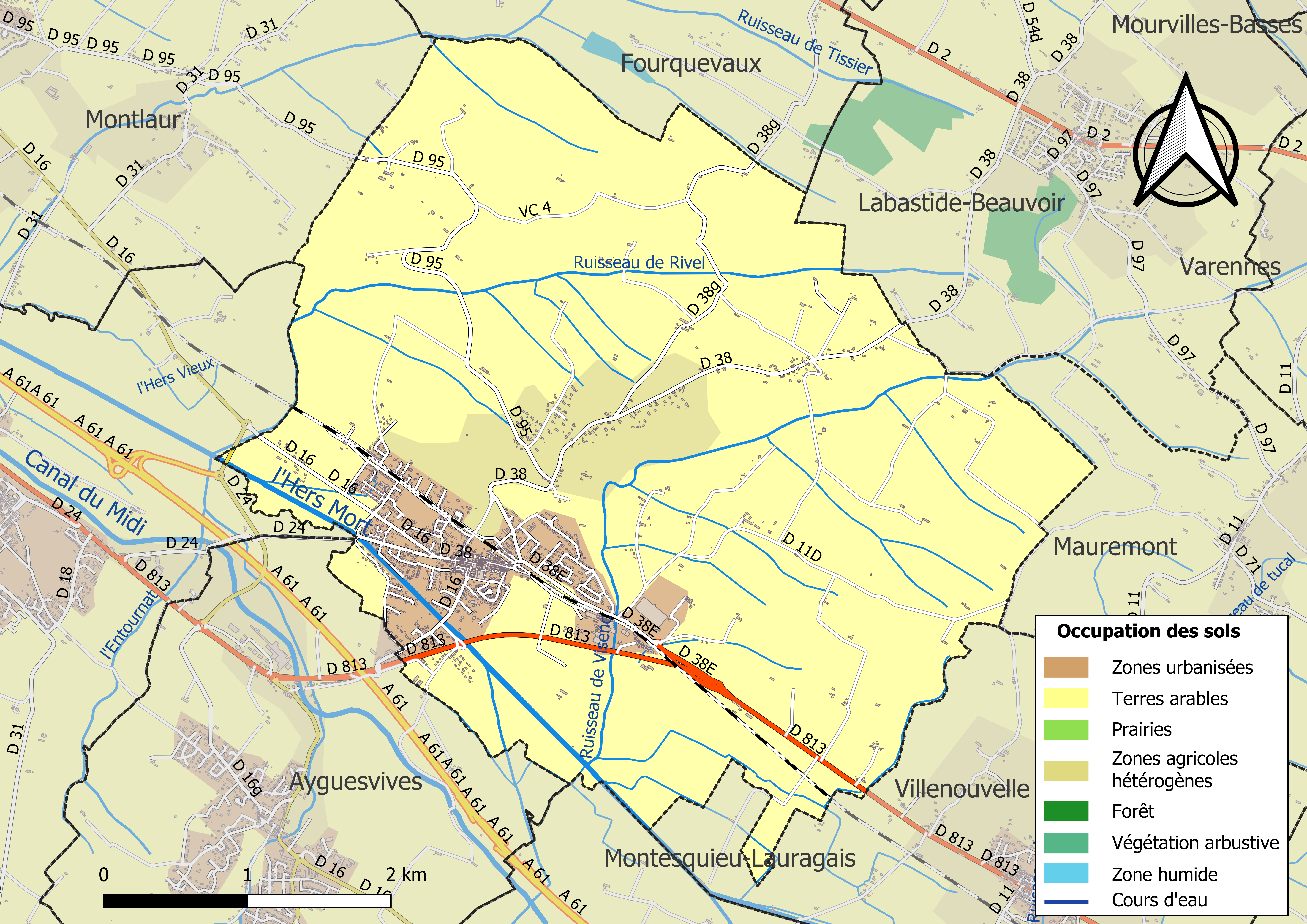
Kaart van de gemeente met belangrijkste infrastructuur, bodemgebruik en omliggende gemeenten

## Demografie
Onderstaande figuur toont het verloop van het inwonertal (bron: INSEE-tellingen).